# Стадион Корхаз утца
Стадион Корхаз утца (мађ. Kórház utcai Stadion), је стадион у Бекешчаби, Мађарска.  Стадион се највише користи за клупски фудбал. Користи га ФК Бекешчаба. Стадион прима 4.963 гледалаца. Пре реновирања 10. маја 1975. године на утакмици између Бекешчабе и Ференцвароша присуствовало је 22.000 гледалаца.

## Историја
Најављено је 4. децембра 2013. године, да ће ФК Бекешчаба добити 800 милиона за реконструкцију стадиона.

Новом одлуком је ФК Бекешчаби додељено, 16. децембра 2014. године, 2 билион и 125 милиона форинти HUF за реконструкцију.
Током 2016. гоине додато је још 325 милиона форинти за реконструкцију.